# Urchin Rock
Der Urchin Rock (von englisch urchin ‚Lausbub, Bengel‘; in Chile Roca Erizo ‚Seeigelinsel‘) ist ein wellenbrechender Klippenfelsen im Wilhelm-Archipel vor der Graham-Küste des Grahamlands im Norden der Antarktischen Halbinsel. Er liegt 3,7 km westlich der größten der Berthelot-Inseln.
Der Felsen ist erstmals auf einer argentinischen Karte aus dem Jahr 1957 verzeichnet. Das UK Antarctic Place-Names Committee benannte ihn 1959 so, weil er eine Gefahr für die Schifffahrt am Rand des Grandidier-Kanals darstellt.